# Apeltastes elongatus
Apeltastes elongatus är en skalbaggsart som beskrevs av Henry Fuller Howden 1968. Apeltastes elongatus ingår i släktet Apeltastes och familjen Cetoniidae. Inga underarter finns listade i Catalogue of Life.